# NGC 2655
NGC 2655 је спирална галаксија у сазвежђу Жирафа која се налази на NGC листи објеката дубоког неба.
Деклинација објекта је + 78° 13' 25" а ректасцензија 8h 55m 37,7s. Привидна величина (магнитуда) објекта NGC 2655 износи 10,1 а фотографска магнитуда 11,0. Налази се на удаљености од 24,4000 милиона парсека од Сунца. NGC 2655 је још познат и под ознакама UGC 4637, MCG 13-7-10, CGCG 349-33, IRAS 08491+7824, CGCG 350-7, ARP 225, PGC 25069.